# Reign d'Ontario
Pour les articles homonymes, voir Reign d'Ontario (homonymie).
Le Reign d'Ontario est une franchise professionnelle de hockey sur glace en Amérique du Nord qui évolue dans la Ligue américaine de hockey à partir de la saison 2015-2016. L'équipe est basée à Ontario en Californie.

## Historique
La franchise est créée en 2015 à la suite du transfert de l'ancienne équipe qui évoluait jusqu'alors en ECHL. Elle remplace les Monarchs de Manchester qui à l'inverse du Reign quittent la LAH pour l'ECHL.

### Saisons après saisons
| Saison    | PJ | V  | D  | DP | DTB | BP  | BC  | Pts | Classement                    | Séries éliminatoires                                                      |
| --------- | -- | -- | -- | -- | --- | --- | --- | --- | ----------------------------- | ------------------------------------------------------------------------- |
| 2015-2016 | 68 | 44 | 19 | 4  | 1   | 192 | 138 | 93  | 1re place, division Pacifique | 3-1 Barracuda de San José 4-1 Gulls de San Diego 0-4 Monsters du lac Érié |
| 2016-2017 | 68 | 36 | 21 | 10 | 1   | 199 | 190 | 83  | 3e place, division Pacifique  | 2-3 Gulls de San Diego                                                    |
| 2017-2018 | 68 | 36 | 25 | 4  | 3   | 200 | 194 | 79  | 3e place, division Pacifique  | 1-3 Stars du Texas                                                        |
| 2018-2019 | 68 | 25 | 33 | 6  | 4   | 213 | 274 | 60  | 7e place, division Pacifique  | Non qualifiés                                                             |
| 2019-2020 | 57 | 29 | 22 | 5  | 1   | 166 | 198 | 64  | 5e division Pacifique         | Séries annulées à cause de la pandémie de Covid-19                        |
| 2020-2021 | 40 | 17 | 19 | 4  | 0   | 136 | 149 | 38  | 6e division Pacifique         | Séries annulées à cause de la pandémie.                                   |
| 2021-2022 | 68 | 41 | 18 | 5  | 4   | 259 | 219 | 91  | 2e division Pacifique         | 2-0 Gulls de San Diego 0-3 Eagles du Colorado                             |

## Joueurs et entraîneurs

### Capitaines
- Vincent LoVerde (2015-2017)
- Brett Sutter (2017-2022)
- T.J. Tynan (2022-)

### Entraîneurs
- Mike Stothers (2015-2020)
- John Wroblewski (2020-22)
- Marco Sturm (Depuis 2022)